# Paniassi
Paniassi (in greco antico: Πανύασις?, Panýasis; Alicarnasso, V secolo a.C. – Alicarnasso, 457 a.C.) è stato un poeta greco antico, elencato nel Canone alessandrino dei poeti epici.

## Biografia
Sebbene Duride di Samo affermasse che Paniassi fosse nato a Samo, si accetta l'autorità del lessico bizantino Suda secondo il quale Paniassi era nato ad Alicarnasso ed era cugino di Erodoto, lo storico; il padre di Paniassi, Poliarco, sarebbe stato fratello di Lisso, padre di Erodoto.
Paniassi ed Erodoto erano avversi a Ligdami, tiranno di Alicarnasso che godeva dell'appoggio del "gran Re". Paniassi, accusato da Ligdami di aver preso parte a congiura di aristocratici intesa a eliminarlo, fu messo a morte; Erodoto riuscì invece a fuggire a Samo, città aderente alla Lega delio-attica antipersiana:
«Paniassi, figlio di Poliarco, di Alicarnasso, interprete di prodigi e poeta epico, che salvò l'arte del verso dall'estinzione. Duride, tuttavia, lo registra come figlio di Diocle e come un samio, proprio mentre fa venire Erodoto da Thurii, come figlio di Lisso, fratello di Polarco. Alcuni, tuttavia, sostengono che non era Lisso, ma la madre di Erodoto, Rhoio, a essere la sorella di Paniassi. Paniassi è datato all'incirca alla 78ª Olimpiade (= 468/465 a.C.); o secondo alcuni, considerevolmente prima, poiché visse al tempo delle guerre persiane. Fu messo a morte da Ligdami, il terzo tiranno di Alicarnasso. (Suda, trad. A. D'Andria)»
I dati della Suda sono confermati anche da Pausania e da Clemente Alessandrino.

## Opere
Secondo gli antichi, Paniassi era autore degli Herakleia o (al singolare) Herakleias (Ἡράκλεια o Ἡρακλειάς), un poema epico in 14 libri, per complessivi 9000 versi, sulle imprese di Eracle, di cui ci sono giunti circa 25 frammenti.
Si tratta, allo stato delle nostre conoscenze, del più lungo poema pre-alessandrino dopo Iliade ed Odissea e la Tebaide di Antimaco, e la cui lunghezza è spiegata da un ampio stile narrativo che dava spazio a scene di dialogo.
Il leone nemeo era menzionato nel libro 1, oltre a un simposio che potrebbe essere con il centauro Folo nel libro 3 e la traversata dell'Oceano, presumibilmente a Erythea per prendere i buoi di Gerione, nel libro 5, che di solito viene situata verso
la fine delle fatiche imposte da Euristeo; se questo fosse il caso di Paniassi, ciò implicherebbe che gran parte del poema trattasse le avventure dopo le 12 fatiche.
Oltre agli Herakleia, sempre Suda afferma che Paniassi abbia composto un poema elegiaco in 7.000 versi sulla leggendaria colonizzazione della Ionia. Come con simili attestazioni, quali quelle dei poemi attribuiti a Semonide (Antichità di Samo) e Senofane (Fondazione di Colofone, Colonizzazione di Elea), non esiste una traccia chiara della valutazione del poema o della sua circolazione nell'antichità, sicché rimane qualche dubbio sulla sua reale esistenza.